# Бодиарт
Бодиарт (от английски: body art – тяло/изкуство) е изкуство в което тялото на автора се използва като изразно средство. Терминът е свързан с познатото рисуване върху тялото, татуировки и пиърсинг. В същността си обаче, бодиартът далеч надхвърля тази употреба. Понятието се разбира повече като възможност за използване на физическите параметри на тялото за артистично себеизразяване и изследване на психо-социални територии. Тук влизат също действия, свързани със себеизследване и изпитания на издръжливостта и границите на възможностите.
Авторът на бодиарта е едновременно в позицията на обект и субект на художествения акт – обект, защото „работният материал“ е собственото му тяло, а субект – защо всичко, което прави произтича от собствените му идеи и решения. Тялото може да бъде използвано като „жива скулптура“, като елемент от статична или подвижна композиция; да се движи и да взаимодейства с други тела, с предмети или среда. Корените на бодиарта могат да се открият още в Дадаизма (прическа с формата на звезда на Марсел Дюшан). Като движение в изкуството, бодиартът се разпространява широко през 60-те и 70-те години на ХХ век. Представя се под формата на пърформанси или документални снимки и видеозаписи. През 60-те години се възприема като израз на минимализма с неговата дистанцираност. В контекста на това изкуство можем да разглеждаме акции на Ив Клайн, Пиеро Манцони, Марина Абрамович и др.